# Christine Hocq
Pour les articles homonymes, voir Hocq (homonymie).
Christine Hocq, née le 12 août 1970 à Casablanca, est une triathlète française. Triple vice-championne de France, elle termine notamment huitième des Jeux olympiques de 2000.

## Biographie

### Jeunesse
Christine Hocq passe son enfance à Amiens et pratique la natation durant dix ans, à l'Amiens SC. Par la suite, elle fait quelques compétitions de triathlon à partir de 1994, mais elle doit se concentrer sur ses études, et est admise aux Sup de Co Reims et à HEC Montréal. 

### Carrière sportive
En 1996, elle participe avec succès à plusieurs championnats de triathlon, est sacrée Championne de France universitaire, termine troisième des Championnats d'Europe open des clubs, et est sacrée vice-championne du monde universitaire.
De 1997 à 2000, Christine Hocq termine à huit reprises dans le top 10 d'épreuves de la Coupe du monde. Licenciée au club de triathlon de Beauvais, elle est sélectionnée en Équipe de France pour les Jeux olympiques 2000 à Sydney, où elle se classe à la huitième position sur un total de 48 concurrentes. Lors de ces Jeux, elle se distingue notamment lors de la partie cycliste, où elle se montre la troisième triathlète plus rapide. C'est sa dernière compétition internationale.

### Carrière professionnelle
En 1997, elle devient cadre commercial chargée des grands comptes chez EDF et bénéficie alors d´un statut d'athlète de haut niveau, lui permettant d'approfondir ses activités en triathlon, en parallèle de son activité dans l'entreprise,. Sur sa double activité, Hocq déclare que « conjuguer le sport et le travail est très important pour [elle]. [Elle] ne pourrai[t] pas être performante en triathlon si [elle] n'avai[t] pas la possibilité de [s]'épanouir dans un autre domaine. ».

### Vie privée
Elle est mariée à Thierry Turco, qui s'occupe de la coordination des différents entraîneurs de sa femme : Yann Faure pour la natation, Éric Dannecker pour le cyclisme, Bernard Brun pour la course à pied et Bernard Jaouen pour la préparation physique. Lors d'une entrevue en 2001, elle déclare que les secrets de ses performances sont « l’équilibre, la recherche de l’excellence dans l’intégrité, l’entourage bienveillant et la confiance et le développement personnel ».

## Palmarès
Le tableau présente les résultats les plus significatifs (podiums) obtenus sur le circuit national et international de triathlon depuis 1996,.
| Année | Compétition                          | Position | Temps  |
| ----- | ------------------------------------ | -------- | ------ |
| 2001  | Championnat de France                |          | Timing |
| 2001  | Championnat de France Open des clubs |          |        |
| 2000  | Championnat de France                |          | Timing |
| 2000  | Championnat de France Open des clubs |          |        |
| 1999  | Championnat de France                |          | Timing |
| 1999  | Championnat de France Open des clubs |          |        |
| 1998  | Championnat de France                |          | Timing |
| 1998  | Championnat de France Open des clubs |          |        |
| 1997  | Championnat de France                |          | Timing |
| 1997  | Championnat de France Open des clubs |          |        |
| 1996  | Championnat du monde universitaire   |          | Timing |
| 1996  | Championnat de France universitaire  |          | Timing |
| 1996  | Championnat d'Europe Open des clubs  |          |        |